# Villof
Villof is een Spaans historisch merk van motorfietsen. De bedrijfsnaam was Construcciones Meccanicas Villof, Valencia. 
Spaans merk dat van 1949 tot ca. 1963 motorfietsen bouwde met Spaanse Villiers-blokken, maar ook met eigen 73- tot 123 cc motoren.